# Microsonda
Una microsonda (en anglès: microprobe) és un instrument que aplica a una mostra un feix de partícules amb càrrega (electrons o ions) estable i ben enfocat.

## Tipus
Quan el feix principal consta d'electrons accelerats, la mostra es diu que és una microsonda d'electrons, quan el feix principal consta d'ions accelerats es diu microsonda d'ions. També pot aplicar-se el terme microsonda a les tècniques d'anàlisi òptiques, quan l'instrument s'adequa a analitzar micro mostres o micro zones d'espècimens més grans. Aquestes tècniques inclouen micro espectroscòpia Raman, micro espectroscòpia infraroja i micro LIBS. Totes aquestes tècniques impliquen microscopis òptics modificats.

## Usos
Els feixos de partícules amb càrrega es fan servir per determinar la composició elemental de matèrials sòlids (minerals, vidres i metalls).